# 1897 en Italie
Chronologie de l'Italie
- 1893
- 1894
- 1895
- 1896
- 1897
- 1898
- 1899
- 1900
- 1901

## Événements
- 1er janvier : Sidney Sonnino, qui a fait partie du dernier gouvernement Francesco Crispi, publie dans la revue Nuova Antologia un article — « Torniamo allo statuto » (revenons à la Constitution) — dans lequel il critique le régime d’assemblée et souhaite un exécutif fort[1].
- 21 et 28 mars : élections législatives[2]. Le nombre de députés socialiste passe de 12 à 20. La bourgeoisie y voit le signe d’une catastrophe imminente[3].
- 5 avril : début de la XXe législature du royaume d'Italie[2].

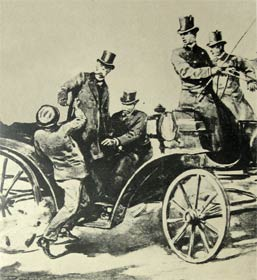
Attentat de l'anarchiste Pietro Acciarito.

- 22 avril : attentat contre Humbert Ier d'Italie. Un jeune chômeur, Pietro Acciarito, tente de poignarder le roi[4].
- 8 août : assassinat à Barcelone par un anarchiste italien d'Antonio Cánovas del Castillo; président du Conseil des ministres en Espagne[4].

- 14 décembre : gouvernement di Rudinì IV[5] à la suite de la démission du ministre de la Guerre Luigi Pelloux.
- 25 décembre : poursuivant la liquidation de la politique impérialiste de Crispi, le président du Conseil italien Di Rudini cède Kassala à la Grande-Bretagne[6].

- Fin 1897-début 1898 : augmentation considérable du prix du pain en Italie à la suite d'une mauvaise récolte mondiale[3],[1].

## Culture
- 16 mai : inauguration du Teatro Massimo Vittorio Emanuele à Palerme[7].

### Opéras créés en 1897
- 6 mai : La Bohème, opéra de Ruggero Leoncavallo, créé à La Fenice.
- 6 septembre : La falena, opéra d'Antonio Smareglia, créé au Teatro Rossini de Venise sous la direction de Gialdino Gialdini.
- 27 novembre : L'Arlesiana, opéra de  Francesco Cilea, créé au Teatro Lirico de Milan.

## Naissances en 1897
- 14 janvier : Cagnaccio di San Pietro, peintre. († 29 mai 1946)
- 24 janvier : Angelo De Martino, coureur cycliste sur piste, champion olympique de poursuite par équipes aux Jeux olympiques de 1924 à Paris. († 17 août 1979)
- 19 mai : Frank Capra (Francesco Rosario Capra), réalisateur américain d'origine italienne, lauréat à trois reprises de l'Oscar du meilleur réalisateur[8]. († 3 septembre 1991)
- 14 août : Benedetta Cappa, peintre et écrivain, qui se rattache au courant du futurisme. († 15 mai 1977)
- 7 octobre : Ruggero Ferrario, coureur cycliste sur piste, champion olympique de poursuite par équipes aux Jeux olympiques de 1920 à Anvers. († 5 avril 1976)
- 26 décembre : Juti Ravenna, peintre, proche du post-impressionnisme vénitien. († 29 avril 1972)
- 27 décembre : Ambrogio Casati, peintre et sculpteur, lié au mouvement futuriste italien de l'entre-deux guerres. († 19 juillet 1977)

## Décès en 1897
- 10 mars : Teodulo Mabellini, 79 ans, compositeur, chef d'orchestre, musicologue, professeur de musique. (° 2 avril 1817)
- 17 avril : Salvatore Meluzzi, 83 ans, compositeur de musique sacrée, directeur du chœur de la Cappella Giulia et organiste de la Basilique Saint-Pierre au Vatican. (° 22 juillet 1813)
- 14 novembre : Giuseppina Strepponi, 82 ans, cantatrice (soprano), épouse de Giuseppe Verdi. (° 6 septembre 1815)
- 16 novembre : Giambattista Bottero, 74 ans, médecin, journaliste et homme politique. (° 16 décembre 1822)